# Сенеж (газета)
«Сенеж» — еженедельная общественно-политическая газета г. Солнечногороска Московской области, является одним из старейших периодических изданий Подмосковья.
В газете публикуются городские и районные новости, информационные статьи, рекламные материалы и объявления, ТВ-программа на неделю.

## История
Газета городского округа Солнечногорск «Сенеж» издается с 13 декабря 1930 года.
Газета сменила несколько названий: «Путь Ильича», «За изобилие», «Знамя Октября».
Первый номер «Путь Ильича» вышел в свет 6 сентября 1930 года. Он вышел на четырех полосах тиражом 2 тысячи экземпляров.
Значительное место в тематике газеты уделено повышению уровня экономической грамотности населения, развитию культуры потребления и социального общежития граждан.

## Рубрики
Рубрики газеты:  История края; Актуально; Акция; Дела депутатские; Официально; Наследие; Объявления и Реклама; Новости; Единая Россия;  Дата; Спортивная арена; Сенежский ёрш; Твой день; Закон и порядок; Линии судьбы; Криминальная хроника; Культура; От первого лица; Событие.

## Настоящее время
Тираж газеты в 2021 году составляет 4700 экземпляров.
Издание формата А-3 на 16 цветных полосах выходит один раз в неделю по четвергам.
«Сенеж» сотрудничают с городскими предприятиями и учреждениями, службами администрации, предпринимателями, молодёжными творческими коллективами.
Главным редактором газеты является Поздняков Юрий Вячеславович.
В 2020 газета вошла в список  лидеров среди муниципальных подмосковных периодических изданий, которые доставляют почтальоны на дом.